# Toma George Maiorescu
Toma George Maiorescu (n. 8 decembrie 1928, Reșița - d. 6 iulie 2019, București) a fost un scriitor, eseist, profesor, om politic și poet român de origine evreiască.

## Biografie
Toma George Maiorescu s-a născut la Reșița (jud. Caraș-Severin) la 8 decembrie 1928
dintr-o veche familie de intelectuali evrei. Bunicul după tată, doctor în drept, magistrat, bunicul după mamă pictor și profesor de latină și desen, Armin Marosy, a fost ani de zile secretarul Comunității Evreilor din localitate. Tatăl, Ștefan, funcționar de bancă cu studii superioare economice, va deschide la Reșița, după criza din 1933, din bibliotecile reunite ale familiei, prima bibliotecă publică de împrumut din oraș, primul oficiu de difuzare a presei,
organizare de turnee și spectacole în județul Caraș Severin.
Rămas
fără tată în 1943 (în domiciliu forțat), fără mamă în 1953, a fost silit din
vârstă timpurie să se bazeze pe tenacitatea proprie ca să urce treptele învățăturii. Școala elementară la Reșița, liceul la Caransebeș și Liceul Israelit în Timișoara (1939-1947).
Licențiat în litere și filosofie. A studiat la Universitatea din Cluj (1947–1948) și la
Universitatea din București (1948–1949), avându-i ca profesori și mentori pe poetul Lucian Blaga și filosoful D.D. Roșca, respectiv pe criticul George Călinescu și esteticianul Tudor Vianu. În 1947 înființează alături de A.E. Baconsky, Cenaclul literar „Poezia nouă”, al cărui secretar devine.
Între 1949-1954 îl găsim ca bursier al statului român la Institutul de literatură
„Maxim Gorki” din Moscova.
În
1992 a absolvit un curs de specializare postuniversitară la Universitatea din
Cleveland (Ohio).
Poet, scriitor, eseist,
profesor.
A fost reporter și marinar, agricultor și profesor al unei noi discipline: ecosofia, poet, prozator și pedagog la o școală de socotitori, militant pentru ecumenismul monoteist, director de reviste, globe-trotter, colecționar și restaurator de icoane vechi, realizator de filme TV, președinte de partid politic, șomer (1982–1990).
Din 1954 participă alături de George Ivașcu la relansarea revistei „Contemporanul”
într-o publicație de ținută europeană.
1954–1971, redactor șef de rubrică la „Contemporanul”
1971–1982, redactor șef adjunct la revista „România pitorească”
1982–1989, apicultor și horticultor (eliminat din presă)
1989, în zilele Revoluției înființează Mișcarea Ecologistă
din România, al cărui președinte devine
Din 1990, președinte al Partidului M.E.R. Membru în Biroul Executiv al CPUN (parlamentul provizoriu al Revoluției decembriste. Director al revistelor săptămânale și hebdomadare „ECO”, „ECO-MAGAZIN” și „ECOSOFIA”. Președinte al Fundației Europene de Educație și Cultură Ecologică. Titular al catedrei de „Ecosofie”, disciplină academică creată în România de T.G.M. la Universitatea  Ecologică  București.  Consilier în Consiliul Național al Audiovizualului. Vicepreședinte al Mișcării Ecologiste din Republica Moldova.  Membru  în Consiliul de conducere al Uniunii Scriitorilor din România.
Fondând Mișcarea Ecologistă din România T.G.M. i-a pus pe frontispiciu sloganul: „Om curat, țară curată, lume curată”.
Munca scriitoricească e secondată de o febrilă activitate gazetărească a globe-trotterului care, îmbarcat ofițer II pe nave comerciale românești, străbate meridianele și oceanele lumii. Din călătorii TGM se întoarce nu numai cu jurnale de bord, poeme și note de călătorie, dar și cu seriale TV despre America de Sud sau Orientul Apropiat, Sahara sau pământurile de dincolo de Cercul Polar. Între anii 1963–1975 a publicat și o seamă de cărți de călătorie (America de Sud, Orientul apropiat, Africa de Nord, Europa etc.) realizând în calitate de autor total (scenarist, operator și regizor) filme TV despre locurile vizitate.
Predă „Teoria literaturii” și „Estetica” la Școala de literatură „Mihai Eminescu”; „Ecosofia” la Universitatea Ecologică București; conferențiază despre Literatura română la UCLA, Universitatea California din Los Angeles.
A fost tradus în numeroase țări ale lumii.
Laureat al mai multor premii literare naționale și internaționale. Nominalizat la Premiul Nobel în Literatură (2011 și 2016).
Autor a circa 50 de volume de poeme, proză, filosofie și publicistică, Toma George Maiorescu este binecunoscut cititorilor de peste hotare prin traducerile datorate unor scriitori ca David Samoilov, Kirill Kovaldji, Evgheni Evtușenko în rusă, Geir Campos în portugheză, Per Olof Ekström în suedeză, Menelaos Ludemis și Dimos Rendis în greacă, Andrée Fleury și Paul Miclau în franceză, G. Anca în engleză, O. Stamboliev în bulgară, Prabhyjot Kaur în hindi, Pablo Neruda și Omar Lara în spaniolă, Oskar Pastior în germană, Franyo Zoltan și Balogh Iozsef în maghiară, Melike Roman în turcă, Shlomo David în ivrit, O. Gurigan în esperanto etc.
La rândul său a tălmăcit pentru prima oară în românește poeți polonezi ca T. Roziewic, Cz. Milosz, greci ca Iannis Ritzos, M. Ludemis, T. Livaditis, turci ca Nazim Hikmet etc.
Centrul Biografic Internațional de la Cambridge și Institutul Biografic American au inclus biografia lui Toma George Maiorescu în importante cărți de referință. Printre ele: Five Thousand Personalities of the World (5000 de personalități ale lumii), International Who's Who of Intelectuals, The International Directors of Distinguished Leaderships, Man of Achievement și altele.
Toma George Mayorescu a murit la București la 6 iulie 2019.

## Distincții
- Medalia Muncii (15 ianuarie 1957) „cu ocazia împlinirii a 10 ani de la reapariția revistei «Contemporanul» și pentru merite deosebite în muncă”[2]